# 아프리카섀기쥐
아프리카섀기쥐(Dasymys incomtus)는 쥐과에 속하는 설치류의 일종이다. 앙골라와 콩고민주공화국, 에티오피아, 케냐, 말라위, 남아프리카공화국, 남수단, 탄자니아, 우간다, 잠비아, 짐바브웨에서 발견된다. 자연 서식지는 습윤 사바나 지역과 온대 초원, 아열대 또는 열대 기후 지역의 계절성 습윤 또는 홍수림 저지대 초원, 습지이다.

## 아종
8종의 아종이 알려져 있다.
- 아프리카섀기쥐 (D. i. incomtus) - 남아프리카 공화국의 이스턴케이프 주 동부, 콰줄루나탈 주, 음푸말랑가 주, 하우텡 주, 림포포 주, 에스와티니, 모잠비크 남부-서부, 짐바브웨 남부
- 알렌섀기쥐 (D. i. alleni) (Lawrence & Loveridge, 1953) - 탄자니아 중부=남부, 콩고민주공화국의 중부-동부.
- D. i. bentleyae (Thomas, 1892) - 카메룬 산, 카메룬 서부, 가봉 동부, 콩고, 중앙아프리카공화국, 수단 남부. 콩고민주공화국, 에티오피아 중부-서부, 앙골라 북동부와 서부, 잠비아, 짐바브위 중부와 북부, 말라위
- 크로퍼드카브랄섀기쥐 (D. i. cabrali) (Verheyen, Hulselmans, Dierckx, Colyn, Leirs & Verheyen, 2003) - 나미비아 북부-동부, 앙골라 남부-동부, 잠비아 남부-서부, 보츠와나 북부.
- 케이프섀기쥐 (D. i. capensis) (Roberts, 1936) - 남아프리카공화국 웨스턴케이프 주와 이스턴케이프 주.
- D. i. medius (Thomas, 1906) - 우간다, 케냐 남부-서부, 탄자니아 북부, 르완다 동부, 부룬디.
- 르완다섀기쥐 (D. i. rwandae) (Verheyen, Hulselmans, Dierckx, Colyn, Leirs & Verheyen, 2003) - 르완다 서부의 비룽가 산맥.
- 탄자니아섀기쥐 (D. i. sua) (Verheyen, Hulselmans, Dierckx, Colyn, Leirs & Verheyen, 2003) - 탄자니아 중부와 동부의 모로고로 지역 고지대,